# Suhurlui
Suhurlui es una comuna ubicada en el distrito de Galați, Rumania.

## Superficie
Posee una superficie de 18,17 kilómetros cuadrados.

## Demografía
Hasta 2021 la población era de 1131 habitantes, con una densidad de población de 62,25 habitantes por kilómetro cuadrado.